# Lijst van oorlogsmonumenten in Voeren
De Vlaamse gemeente Voeren in Belgisch Limburg telt ruim tien oorlogsmonumenten. Hieronder een overzicht.
| Object                                  | Herdachte groep                                                                    | Ontwerper | Onthulling                 | Type                      | Locatie                       | Plaats              | Afbeelding |
| --------------------------------------- | ---------------------------------------------------------------------------------- | --------- | -------------------------- | ------------------------- | ----------------------------- | ------------------- | ---------- |
| Gehangenen van Moelingen                | 10 burgerslachtoffers tijdens invasie WO I (onder wie Marcel Kerff)                |           | ?, 1946                    | wegkruis                  | Batticestraat                 | Moelingen           |            |
| Hulde van Moelingen aan zijn strijders  | strijders WO I                                                                     |           |                            | monument                  | Kerkplein                     | Moelingen           |            |
| Slachtoffers Moelingen                  | 4 burgerdoden en 72 platgebrande huizen in augustus 1914                           |           |                            | plaquette                 | hoek Dorpsstraat-Viséweg      | Moelingen           |            |
| 's-Graeven-Voeren aan zijne verdedigers | strijders WO I                                                                     |           | boom geplant in maart 1919 | standbeeld met vredesboom | Pley                          | 's-Gravenvoeren     |            |
| Monument Old Hickory                    | Old Hickory, militaire en burgerslachtoffers WO II                                 |           |                            | monument                  | Weersterweg                   | 's-Gravenvoeren     |            |
| Slachtoffers Sint-Martens-Voeren        | strijders WO I                                                                     |           |                            | plaquette                 | school Sint-Martenstraat      | Sint-Martens-Voeren |            |
| Brigadier Lescrenier                    | Charles Lescrenier, waarnemer van Fort Aubin-Neufchâteau, sneuvelde op 10 mei 1940 |           |                            | monument                  | Komberg                       | Sint-Martens-Voeren |            |
| Grafstenen                              | 6 omgekomen RAF-piloten bij crash Vickers Wellington                               |           |                            | grafstenen                | kerkhof                       | Sint-Martens-Voeren |            |
| Crash 17-08-1943                        | crash B17-bommenwerper, één burgerslachtoffer                                      |           | 26 augustus 2023           | informatiebord            | Sinnich                       | Teuven              |            |
| Slachtoffers Remersdaal                 | strijders WO I                                                                     |           |                            | plaquette                 | Remersdaal-Dorp               | Remersdaal          |            |
| Korporaal Geury                         | Joseph Eugene Geury, sneuvelde op 10 mei 1940                                      |           | 11 mei 1947                | monument                  | Middelhof-Bounder             | Remersdaal          |            |
| Dodendraad                              | slachtoffers De Draad 1914-1918                                                    |           | 1920, 1962                 | gedenksteen               | Kasteelstraat-Rue de Beusdael | Teuven-Sippenaken   |            |